# 버거 셰프

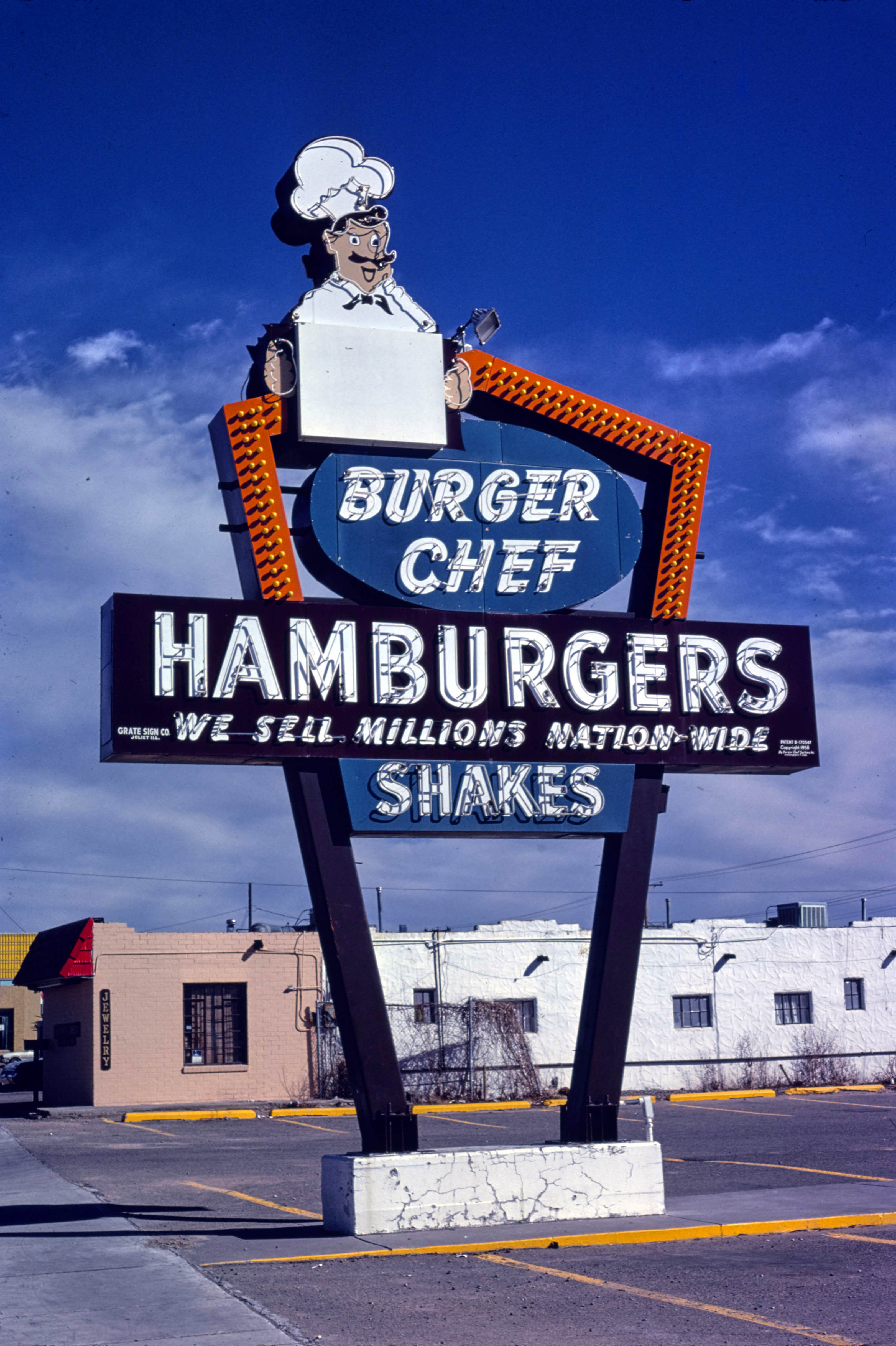
1979년 뉴멕시코주의 간판

버거 셰프(Burger Chef)는 미국의 패스트푸드 레스토랑 체인이었다. 1954년 인디애나주 인디애나폴리스에서 운영을 시작하여 미국 전역으로 확장되었으며, 1973년에는 캐나다 일부를 포함하여 1,050개 지점이 최고조에 달했다. 체인에는 빅 셰프(Big Shef) 및 슈퍼 셰프(Super Shef) 햄버거와 같은 여러 시그니처 품목이 있다.
1982년에 버거 셰프 상표와 이름의 소유자인 제너럴 푸즈 코퍼레이션(General Foods Corporation)은 레스토랑 체인을 매각하고 점차적으로 하디스 (기업)의 소유자에게 판매했다. 버거 셰프라는 이름을 지닌 마지막 레스토랑은 1996년에 문을 닫았다.